# Erhard Riedlsperger
Erhard Riedlsperger (* 7. Dezember 1960 in Hallein, Salzburg) ist ein österreichischer Drehbuchautor und Regisseur.

## Leben
Riedlsperger studierte an der Universität für Musik und darstellende Kunst in Wien (Filmakademie) Regie. Seit 1991 war er Universitätsassistent im Medienlabor der Universität Salzburg. Unter seinen Lehrern waren Syd Field, Inga Karetnikova, Robert McKee und Michael Radford.
Riedlsperger ist Mitglied im Bundesverband Regie (BVR).

## Filmografie
- 1985: Mohatscheks Reise
- 1986: Ein Haus für die Wissenschaft
- 1987: Hinter dem Regenbogen
- 1987: Liquordiagnostik
- 1988: Die Konfrontation – Jugendliche stellen sich dem Thema Rauchen
- 1989: Lebendiges Lernen – Landwirtschaftliche Schulen in Salzburg
- 1990: Tunnelkind
- 1991: Was dem Friseur unter die Haut geht
- 1991: Sommersee (Fernsehserie, Verfilmung des Buchs von Barbara Frischmuth)
- 1991: Ein Wahnsinnskind (Fernsehserie, Verfilmung des Buchs von Christine Nöstlinger)
- 1993: Operation Dunarea (Fernsehserie)
- 1994: Kowalsky – Der Schatz des Akulazepti
- 1994: Wildbach (Fernsehserie)
- 1997: Der Kapitän (Fernsehserie) ("Gefährliche Fracht", "Die letzte Fahrt der MS Cartagena", "Zwischen den Fronten") mit Robert Atzorn
- 1997–1999: Kaisermühlen-Blues (Fernsehserie)
- 1999: Das Jahrtausendbaby
- 2001: Dolce Vita & Co (Fernsehserie)
- 2002–2003: Tatort
  - 2002: Zartbitterschokolade
  - 2003: Die Liebe und ihr Preis
- 2002: Salam Berlin
- 2003: Die Rosenzüchterin mit Hannelore Elsner, Eva Herzig, Frank Giering
- 2005: Die Spielerin mit Hannelore Elsner
- 2006: Familie Sonnenfeld (TV-Mehrteiler)
- 2006: Am Ende des Schweigens (Fernsehfilm)
- 2007: Die Landärztin – Ein neues Leben (TV-Reihe)
- 2007: SOKO Donau/Wien (Fernsehserie) ("Blutige Ernte", "Paranoia", "Tod eines Therapeuten", "Koma")
- 2008: SOKO Donau (Fernsehserie) ("Der einzige Zeuge", "Sissis Vermächtnis", "Der Fall Dr. Seiler", "Happy Slapping", "Du sollst nicht töten")
- 2008: Wenn das Herz spricht (Fernsehserie)
- 2009: SOKO Donau (Fernsehserie) ("Alte Bekannte", "Rot wie Blut", "Gegen den Strom", "Die Akte Schweikhart", "Falsche Bewegung")
- 2009: Die Landärztin – Auf Leben und Tod (TV-Reihe)
- 2009: Meine Heimat Afrika (TV) mit Christine Neubauer, Michael Roll
- 2010: SOKO Donau (Fernsehserie) ("In bester Gesellschaft", "Mord aus dem Jenseits", "Nina, 16, vermisst", "Mörderische Sehnsucht")
- 2011: SOKO Donau (Fernsehserie) ("Schutzlos", "Chefsache", "Tür an Tür", "Date mit dem Tod" "Das schwarze Schiff")
- 2011: Auf der Spur des Löwen mit Nicole Beutler
- 2012: SOKO Donau (Fernsehserie) ("Ganz unten", "Die letzte Fahrt", "Späte Gegend", "Staub zu Staub" "Eine Frage der Ehre")
- 2016: Pokerface – Oma zockt sie alle ab
- seit 2016: Die Toten von Salzburg (Fernsehreihe) 
  - 2016: Die Toten von Salzburg
  - 2018: Zeugenmord
  - 2018: Königsmord
  - 2019: Mordwasser
  - 2019: Wolf im Schafspelz
  - 2021: Schwanengesang
  - 2021: Treibgut
  - 2021: Vergeltung
  - 2022: Schattenspiel
  - 2024: Süßes Gift
  - 2025: Mord in bester Lage

## Auszeichnungen
- 2017 Romyverleihung 2017 – Auszeichnung in der Kategorie Beste Regie TV-Film für Die Toten von Salzburg
- 1999 Goldene Werbetrommel, Kategorie: Social Spot, für "Blutspenden" mit Roland Düringer
- 1996 Nominierung für "Der Kapitän" zum Deutschen Fernsehpreis
- 1991 Gewinner des Festivals Orleans
- 1990 Grand Prix de Auberville für "Tunnelkind"
- 1990 Maria Schell-Preis der Berlinale für "Tunnelkind" 1990
- 1989 Niederösterreichischer Drehbuchpreis für "Tunnelkind"
- 1987 Würdigungspreis des Bundesministeriums für Wissenschaft und Forschung
- 1987 Österreichischer Förderpreis für Filmkunst
- 1985 Goldener Bobby für den besten Studentenfilm